# Sasso di Valfredda
El Sasso de Valfredda és un cim dolomític de 3.009 m que forma part del massís de la Marmolada que es troba a la Província de Belluno.
Notable cim amb vistes a la vall de Fuchiade i amb una esplèndida imatge panoràmica de les Dolomites, juntament amb els adjacents Cima i Torre Formenton i els més llunyans M. La Banca i P.zo le Crene. El cim és realment doble i el cim sud-est proper és lleugerament inferior, a 3.002 m. El nom prové de la subjacent Val Fredda, que té la particularitat de ser menys càlida que les zones circumdants, fins i tot quan li dona el sol.
La pujada es realitza a través de terrenys rocosos friables i camins de roca i és reservada solament a excursionistes experts.